# Font del Pastor
La Font del Pastor és una construcció prop del nucli de Sant Domí (Segarra) inclosa a l'Inventari del Patrimoni Arquitectònic de Catalunya.
Font bastida sota el marge esquerre d'una zona de conreu de cereals, i situada vora el camí de terra que surt de la part baixa de Sant Domí en direcció a Freixenet de Segarra.

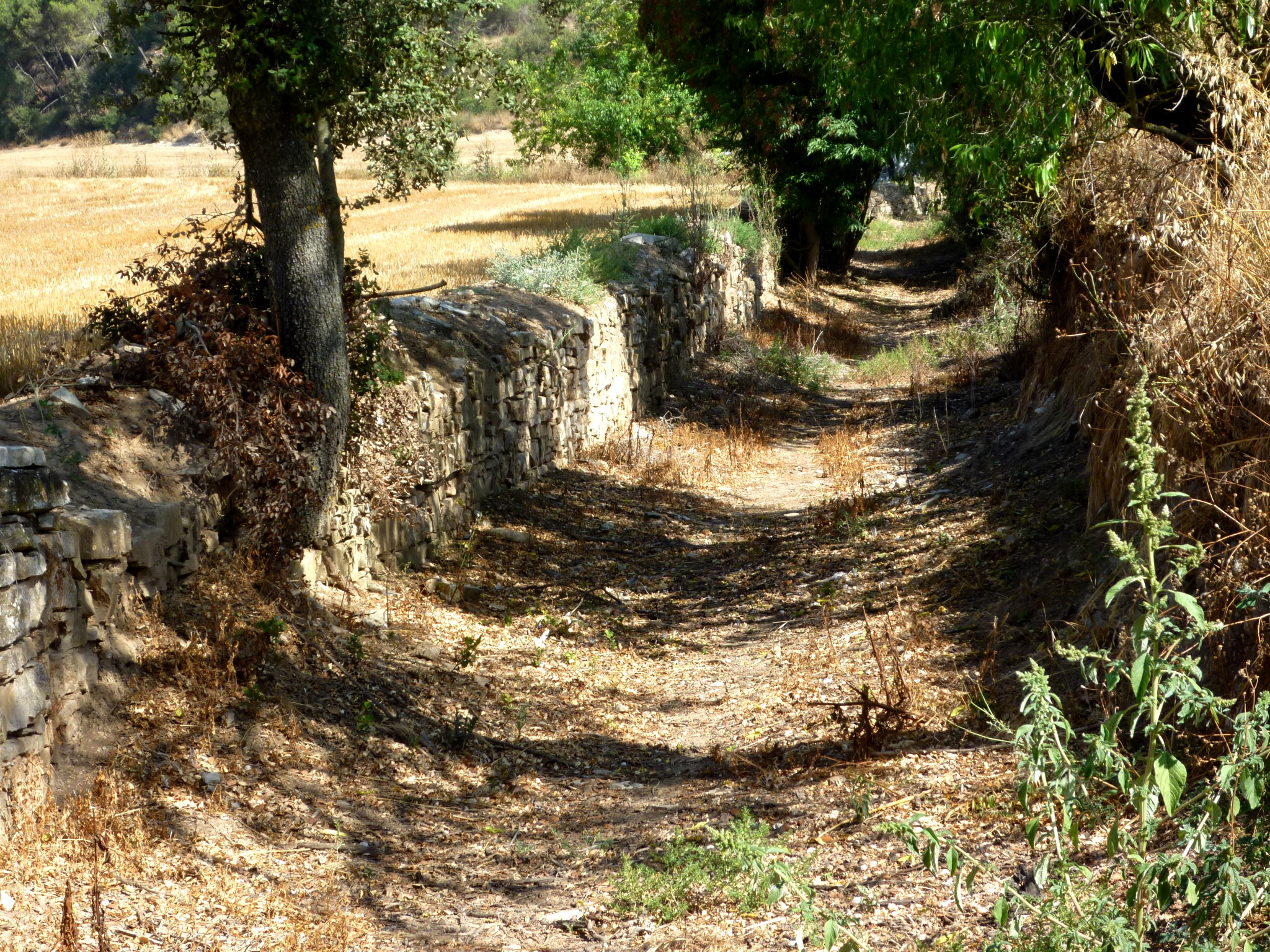
Camí d'accés a la font

L'accés queda delimitat per dos murs laterals obrats en sec, on s'encaixen unes escales que baixen fins a l'accés a l'interior de la font. Aquest accés es realitza mitjançant un pas cobert amb volta de canó i delimitat per ambdós portals. Cal destacar el treball constructiu i decoratiu del portal interior, que resta tancat a partir d'una reixa de ferro. Aquest portal se'ns presenta estructurat a partir d'un arc de mig punt adovellat i que obre pas a l'interior de la font. La part interior de la font, resta coberta a partir d'una volta apuntada i capçada amb una estructura arrodonida. Finalment, un brollador solcat a la mateixa roca, permet de la sortida de l'aigua, i que segons l'estació de l'any, pot arribar a tenir més de quatre metres de profunditat. L'obra presenta un parament paredat obrat amb pedra seca del país i requills de pedra desbastada.